# Gabriel Torje
Gabriel Torje (n. 22 noiembrie 1989, Timișoara, România) este un fotbalist român, care joacă pe post de mijlocaș lateral la AFC Câmpulung în Liga a II-a. Pe plan internațional, are prezențe la națională pentru România Sub-17, România Sub-21 și România.
A debutat la 16 ani în Liga I, la FCU Politehnica Timișoara. În septembrie 2010, la doar 20 de ani, a debutat în prima reprezentativă a României, fiind titularizat de Răzvan Lucescu într-un meci contra Albaniei. A fost fotbalistul român al anului 2011.

## Cariera

### Poli Timișoara
Micuțul mijlocaș a cunoscut consacrarea la echipa de pe Bega, unde a jucat între anii 2005 și 2008. Acesta a debutat în Liga I la meciul Poli Timișoara - FC Argeș, Gheorghe Hagi fiind cel care l-a promovat pe fotbalist. Tot în anul 2006, evoluțiile bune de la echipa de club l-au propulsat la echipa națională de tineret.

### Dinamo București
În 2008, pe când avea doar 18 ani și era considerat o mare speranță, Gabriel Torje a fost cumpărat de Dinamo pentru suma de 2 milioane de euro. Transferul i-a deschis mai târziu și poarta spre echipa mare a României, unde a debutat în anul 2010. Pentru Dinamo a jucat 108 meciuri și a marcat 17 goluri. La unul din ultimele sale meciuri pentru echipă, în finala Cupei României, a izbucnit în plâns pe gazon după ce echipa sa a pierdut trofeul în fața Stelei.

### Udinese
După 3 ani petrecuți la Dinamo, mijlocașul a fost cumpărat de echipa italiană Udinese Calcio pentru suma de 5 milioane de euro. A impresionat la debutul său în Serie A, italienii spunând la un moment dat că este înlocuitorul perfect pentru Alexis Sanchez, care a fost vândut la FC Barcelona. Românul nu s-a adaptat însă în Italia și a fost împrumutat în Spania. În sezonul petrecut la Udinese a jucat 21 de partide și a marcat două goluri.

### Granada
În iunie 2012, Gabriel Torje a ajuns în Spania, unde a fost împrumutat pentru un sezon la echipa din Primera Division, Granada CF. Aici a avut mai mult succes, fiind considerat unul dintre transferurile cele mai reușite ale sezonului din Primera Division. A fost de asemenea foarte lăudat după ce echipa sa a câștigat meciul din campionat cu Real Madrid CF, de pe 2 februarie, unde a fost unul dintre cei mai buni oameni ai partidei.

### Espanyol
Pe 2 septembrie 2013, Torje și-a început cea de-a doua aventură în Peninsula Iberică, fiind împrumutat pentru un sezon la RCD Espanyol, al doilea cel mai mare club din Barcelona. El a debutat pen 23 septembrie într-o victorie 3-2 cu Athletic Bilbao. A jucat în 12 meciuri, dintre care șase din poziția de titular, dar fără să înscrie vreun gol. Astfel, formația spaniolă nu a activat opțiunea de cumpărare la sfârșitul împrumutului.
Torje revine la Udine, dar deja în iunie 2014 este împrumutat clubului turc Torku Konyaspor.

### A doua revenire la Dinamo
În septembrie 2021, Torje s-a întors la Dinamo București. A fost printre componenții echipei Dinamo care a suferit prima retrogradare din istoria de 74 de ani a clubului.

### Farul Constanța
La 3 iunie 2022, Torje a semnat un contract cu Farul Constanța, echipă antrenată de Gheorghe Hagi.

## Cariera internațională
Torje a debut la echipa națională, pe 3 septembrie 2010, într-un meci împotriva Albaniei. A marcat primul său gol împotriva Ciprului în 2011.

### Goluri internaționale
| #   | Data               | Orașul                                    | Adversarul | Scor după gol | Rezultat final | Competiția                                           |
| --- | ------------------ | ----------------------------------------- | ---------- | ------------- | -------------- | ---------------------------------------------------- |
| 1.  | 9 februarie 2011   | Stadionul Paralimni, Paralimni, Cipru     | Cipru      | 0-1           | 1-1            | Amical                                               |
| 2.  | 2 septembrie 2011  | Stade Josy Barthel, Luxemburg, Luxemburg  | Luxemburg  | 1-0           | 2-0            | Preliminariile Campionatului European de Fotbal 2012 |
| 3.  | 2 septembrie 2011  | Stade Josy Barthel, Luxemburg, Luxemburg  | Luxemburg  | 2-0           | 2-0            | Preliminariile Campionatului European de Fotbal 2012 |
| 4.  | 15 noiembrie 2011  | Stadion Schnabelholz, Altach, Austria     | Grecia     | 1-0           | 1-1            | Amical                                               |
| 5.  | 15 august 2012     | Stadionul Stožice, Ljubljana, Slovenia    | Slovenia   | 2–3           | 3–4            | Amical                                               |
| 6.  | 7 septembrie 2012  | A. Le Coq Arena, Tallinn, Estonia         | Estonia    | 1–0           | 2–0            | Preliminariile Campionatului Mondial 2014            |
| 7.  | 11 septembrie 2012 | Arena Națională, București, România       | Andorra    | 1–0           | 4–0            | Preliminariile Campionatului Mondial 2014            |
| 8.  | 17 octombrie 2012  | Arena Națională, București, România       | Belgia     | 1–0           | 2–1            | Amical                                               |
| 9.  | 6 februarie 2013   | Estadio Ciudad de Málaga, Málaga, Spania  | Australia  | 3–2           | 3–2            | Amical                                               |
| 10. | 11 octombrie 2013  | Estadi Comunal, Andorra la Vella, Andorra | Andorra    | 3–0           | 4–0            | Preliminariile Campionatului Mondial 2014            |
| 11. | 29 mai 2016        | Stadionul Olimpic, Torino, Italia         | Ucraina    | 1–0           | 3–4            | Amical                                               |
| 12. | 3 iunie 2016       | Arena Națională, București, România       | Georgia    | 4–1           | 5–1            | Amical                                               |

## Statistici
La data de 6 iunie 2016 
| Club           | Sezon         | Campionat | Campionat | Cupă    | Cupă   | Europa  | Europa | Total   | Total  |
| Club           | Sezon         | Meciuri   | Goluri    | Meciuri | Goluri | Meciuri | Goluri | Meciuri | Goluri |
| -------------- | ------------- | --------- | --------- | ------- | ------ | ------- | ------ | ------- | ------ |
| CFR Timișoara  | 2004–05       | 8         | 1         | 0       | 0      | 0       | 0      | 8       | 1      |
| CFR Timișoara  | Total         | 8         | 1         | 0       | 0      | 0       | 0      | 8       | 1      |
| Poli Timișoara | 2005–06       | 5         | 1         | 0       | 0      | 0       | 0      | 5       | 1      |
| Poli Timișoara | 2006–07       | 15        | 0         | 3       | 0      | 0       | 0      | 18      | 0      |
| Poli Timișoara | 2007–08       | 17        | 1         | 1       | 0      | 0       | 0      | 18      | 1      |
| Poli Timișoara | Total         | 37        | 2         | 4       | 0      | 0       | 0      | 41      | 2      |
| Dinamo         | 2007–08       | 15        | 1         | 1       | 0      | 0       | 0      | 16      | 1      |
| Dinamo         | 2008–09       | 30        | 3         | 3       | 0      | 2       | 0      | 35      | 3      |
| Dinamo         | 2009–10       | 29        | 3         | 3       | 0      | 8       | 0      | 40      | 3      |
| Dinamo         | 2010–11       | 29        | 9         | 4       | 1      | 4       | 1      | 37      | 11     |
| Dinamo         | 2011–12       | 5         | 1         | 0       | 0      | 4       | 1      | 9       | 2      |
| Dinamo         | Total         | 108       | 17        | 11      | 1      | 18      | 2      | 137     | 20     |
| Udinese        | 2011–12       | 21        | 2         | 1       | 0      | 0       | 0      | 22      | 2      |
| Udinese        | Total         | 21        | 2         | 1       | 0      | 0       | 0      | 22      | 2      |
| Granada        | 2012-13       | 34        | 3         | 1       | 0      | 0       | 0      | 35      | 3      |
| Granada        | Total         | 34        | 3         | 1       | 0      | 0       | 0      | 35      | 3      |
| Espanyol       | 2013-14       | 12        | 0         | 3       | 0      | 0       | 0      | 15      | 0      |
| Espanyol       | Total         | 12        | 0         | 3       | 0      | 0       | 0      | 15      | 0      |
| Konyaspor      |               |           |           |         |        |         |        |         |        |
| 2014–15        | 27            | 5         | 9         | 1       | 0      | 0       | 36     | 6       |        |
| Total          | 27            | 5         | 9         | 1       | 0      | 0       | 36     | 6       |        |
| Osmanlıspor    |               |           |           |         |        |         |        |         |        |
| 2015-16        | 25            | 3         | 1         | 0       | 0      | 0       | 26     | 3       |        |
| Total          | 25            | 3         | 1         | 0       | 0      | 0       | 26     | 3       |        |
| Total carieră  | Total carieră | 272       | 33        | 31      | 2      | 18      | 2      | 321     | 37     |